# Nyitrageszte
Nyitrageszte (szlovákul Hosťová) község Szlovákiában, a Nyitrai kerületben, a Nyitrai járásban.

## Fekvése
Nyitrától 9 km-re, keletre fekszik.

## Története
A község területén már az újkőkorszakban is éltek emberek, a lengyeli kultúra emberének emlékei kerültek itt elő. A Gesztei-patak felső folyása mentén, a korai vaskorból (hallstatt) is találtak vaseszközöket. A késői vaskorból (latén) úgyszintén. A községtől keletre, a patak feletti teraszon 1938-ban egy szláv település nyomait találták. A honfoglalás után a szláv települések közé egyre több magyar falu is ékelődött, melyeket főként a határőrző segédnépek laktak.
A mai települést 1232-ben "Guesta" néven említik először. 1274-ben "Guezte" néven szerepel. 1280-ban az esztergomi káptalan oklevelében szerepel, melyben Friedman zsidó az egykor királyi hálósoktól szerzett birtokait Miklós fia Fulcusnak adja el. 1343-ban az Elefánthy nemzetség, később a bacskafalvi Bacskády, Babothy, gróf Cseszneky, Jeszenszky és Kelecsényi családok birtoka. 1533-ban Litterátus János és Hindy György voltak a birtokosai. A török a 16. század második felében hajtotta uralma alá a területet, a község 1570-ben már a hódoltsági terület szélén feküdt és a töröknek adózott. Ebben az időszakban a váltakozó császári és török uralom miatt a község kétszeresen is adózott és nehéz időket élt át. 1644. március 23-án a török a környező falvakkal együtt felégette, lakóit leöldösték, vagy rabságba hurcolták. A környék 1664-ben szabadult fel a török iga alól, de a kuruc harcok miatt lakói továbbra is sokat szenvedtek. 1715-ben 10 család lakta a községet. 1744-ben egy jégverés az egész termést tönkretette. 1752-ben az adóösszeírás szerint 20 jobbágy, 20 zsellér és 4 ház nélkuli zsellér család lakott a faluban. 1787-ben 49 házában 290 lakos élt.
Vályi András szerint: "GESZTE. Magyar falu Nyitra Vármegyében, földes Urai Bacskády, és más Urak, lakosai katolikusok, fekszik Pogránynak szomszédságában, mellynek filiája, Nyitrához egy, és 1/4 mértföldnyire, fája tűzre, és épűletre, makk termő erdeje elég, szőlö hegye termékeny, mellynek borait helyben könnyen eladhattyák, legelője is elég, helyben jó módgya a’ kövek árúlására, piatza, malma közel, első Osztálybéli."
1828-ban 45 háza és 319 lakosa volt. 1849-ben a kolerajárványnak 26 áldozatott szedett a településen. 1863-ban 316 lakos élt a községben, lakói mezőgazdasággal és szőlőtermesztéssel foglalkoztak.
Fényes Elek szerint: "Geszthe, magyar falu, Nyitra vmegyében, Ghymestől délre 1 mfldnyire: 340 kath. lak., kastéllyal, erdővel, bortermesztéssel. F. u. többen. Ut. p. Nyitra."
Nyitra vármegye monográfiája szerint: "Geszte, magyar község, a Pilis-hegy lábánál Család és Csitár közt. Lakosainak száma 321, vallásuk r. kath. Postája Pográny, táviró- és vasúti állomása Nyitra. A XIII. század elején "Guszta", később "Gvezte" (Guezte) néven találjuk említve. Kath. temploma özv. Jeszenszky Istvánné bőkezüségéből és a hívek hozzájárulásával 1734-ben épült. A községet legutóbb nagy tűzvész sujtotta, mely a lakosok egy részét teljesen tönkretette. Földesurai a Rudnay, Babóthy, Kelecsényi és Bacskády családok voltak."
A trianoni békeszerződésig Nyitra vármegye Nyitrai járásához tartozott.
1945 után magyar lakosságát kollektív háborús bűnösnek nyilvánították. Magyar tannyelvű iskolája csak 1950-ben nyílt meg újra.
A Magyar Királyi Szent László Lovagrend dicsérő oklevéllel tisztelte meg a községet 2009. július 31-én Nyitrán, a piaristák Szent László templomában megtartott ünnepi szentmisén. A magyar kultúra és hagyomány ápolásában, az ifjú nemzedéknek magyar önazonosságra, európai méltóságra és keresztény értékrendre, valamint a más nemzetek iránti tiszteletre való nevelésében elért kimagasló eredményeinek elismeréséért adományozták az oklevelet Nyitragesztének.

## Népessége
| Év:            | 1994. | 2004.   | 2014.   | 2024.    |
| -------------- | ----- | ------- | ------- | -------- |
| Emberek száma: | 390   | 368     | 373     | 428      |
| Eltérés:       |       | -5,64 % | +1,35 % | +14,74 % |

| Év:            | 2023. | 2024.   |
| -------------- | ----- | ------- |
| Emberek száma: | 433   | 428     |
| Eltérés:       |       | -1,15 % |

1880-ban 309 lakosából 5 szlovák és 290 magyar anyanyelvű volt.
1890-ben 321-en lakták: 10 szlovák és 304 magyar anyanyelvű.
1900-ban 312 lakosából 10 szlovák és 296 magyar anyanyelvű volt.
1910-ben 390 lakosából 358 magyar, 5 német, 1 horvát és 26 egyéb anyanyelvű; ugyanakkor 373 római katolikus és 14 izraelita vallású lakta.
1921-ben 352 lakosából 333 magyar és 9 csehszlovák volt.
1930-ban 391 lakosából 342 magyar és 49 csehszlovák volt.
1991-ben 402-en lakták, ebből 371 magyar és 31 szlovák.
2001-ben 378 lakosából 312 magyar és 66 szlovák volt.
2011-ben 361 lakosából 242 magyar és 117 szlovák volt.
2021-ben 392 lakosából 216 (+22) magyar, 166 (+14) szlovák, 4 egyéb és 6 ismeretlen nemzetiségű volt.

## Nevezetességei

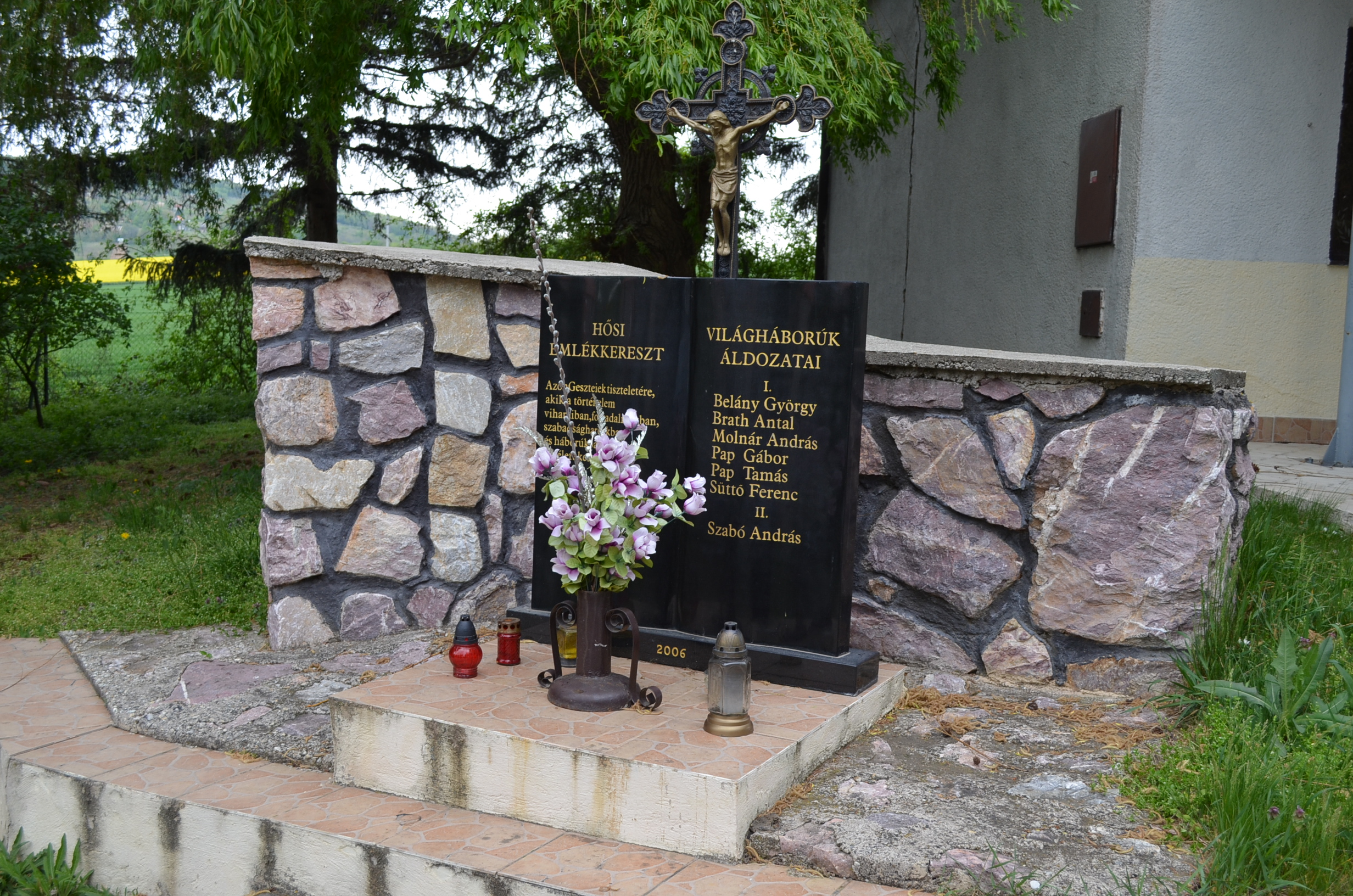
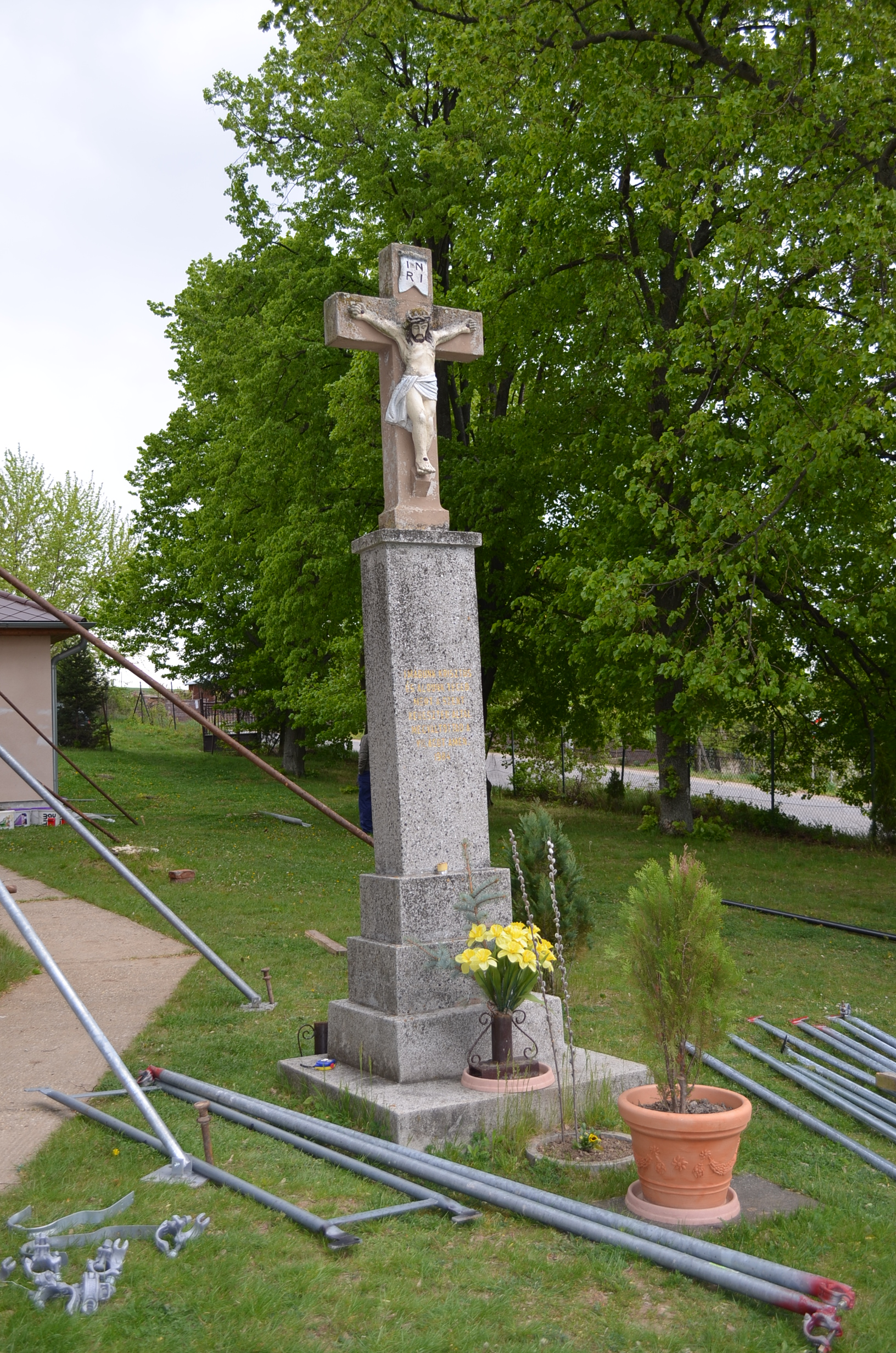
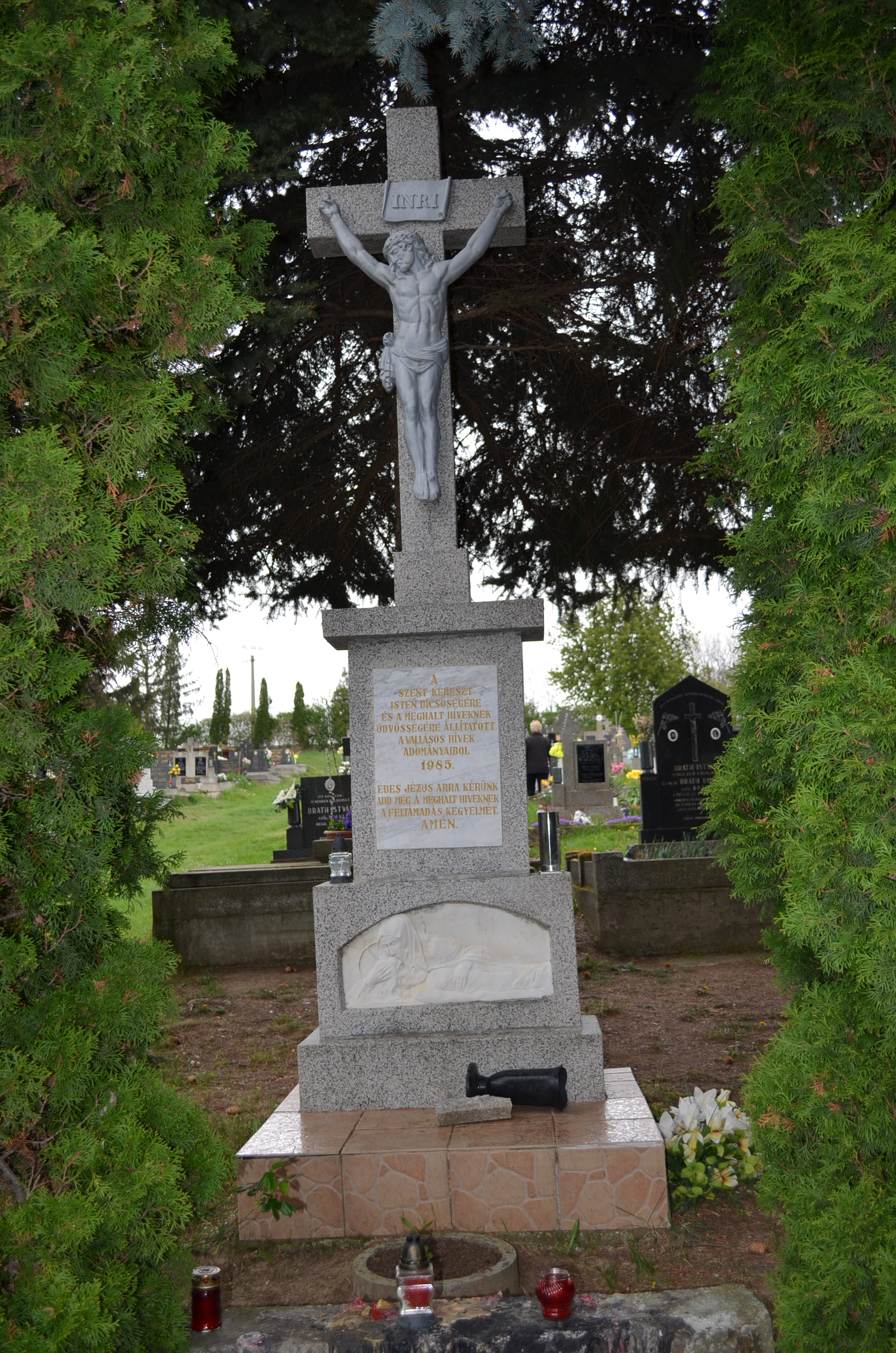
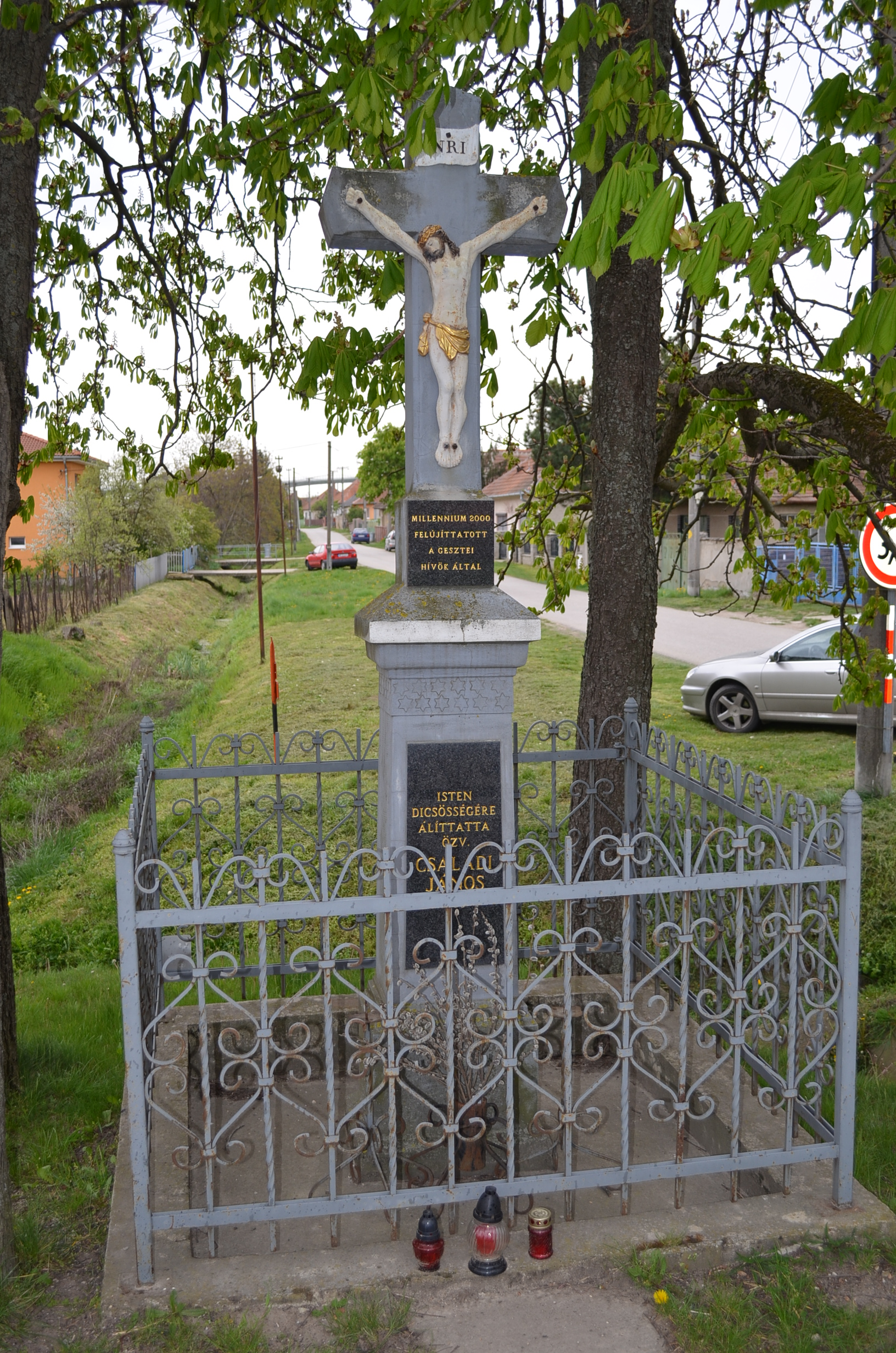
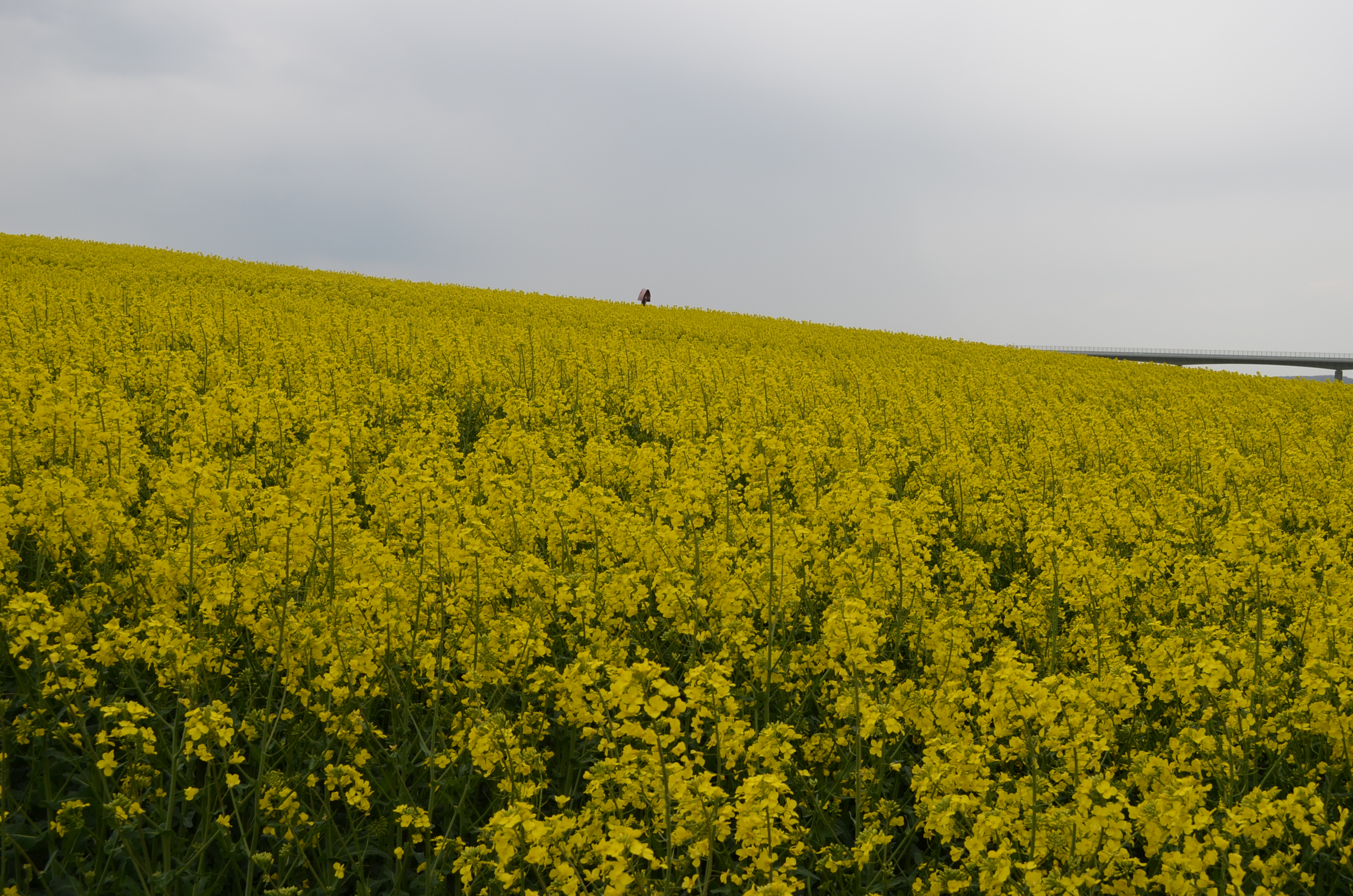

- A Szentháromság tiszteletére szentelt, római katolikus temploma 1734 és 1736 között épült. Főoltára 1802-ben készült, tornyát 1834-ben építették. 1936-ban átépítették és bővítették. A templom melletti kőkereszt 1834-ben készült.
- A Nyitragesztei Női Éneklőcsoport 1970-ben alakult.

## Külső hivatkozások
- Hivatalos oldal
- Községinfó
- Nyitrageszte Szlovákia térképén
- Travelatlas.sk
- E-obce.sk Archiválva 2008. február 26-i dátummal a Wayback Machine-ben